# Кевлар
Кевлар је комерцијални назив за поли(имино-1,4-фенилениминотерафталоил), полимер из групе ароматичних полиамида, добијен нискотемпературном поликондензацијом полазећи од хлорида терафталне киселине и фенилен диамина. Кевлар је добијен 1965. године у лабораторијама Ду Понта. У то време је најлон (алифатични полиамид) представљао врхунско достигнуће у изради полимерних влакана, али је било потребно развити синтетичко влакно које ће имати драстично већу затезну чврстоћу (отпорност на кидање) од најлона. Главна претпоставка је била да се основни полиамидни ланац додатно интермолекулски умрежи, али је било неопходно и боље оријентисати полимерне ланце. Да би се то постигло било је потребно променити мономер као и начин полимеризације.
За мономере при изради Кевлара изабрани су хлорид терафталне киселине и фенилен диамин, због своје специфичне пара структуре. Уместо киселине се користи њен хлорид, јер је сам диамин недовољно реактиван у присуству дикиселине. Али битније измене су учињене у самом процесу синтезе. Током 1960-их Ду Понт је развио метод за добијање скоро савршеног полимера. Основни полимер је штапичасте структуре и има пара оријентисане супституенте на бензеновом прстену. Процес добијања се одвија преко течно-кристалног стања у раствору, што се испоставило да је био кључни помак у синтези савршено уређених полимера са правилном оријентацијом макромолекулских ланаца. Оријентација макромолекула у полимеризацији течно-кристалних полимера је изузетно висока што утиче и на велику затезну чврстоћу влакана која се добијају при оваквој полимеризацији. Влакна од кевлара имају затезну чврстоћу знатно већу од челика као и од других инжењерских полимерних материјала. Ово је омогућило неке, сасвим нове аспекте примене синтетичких макромолекула. Тако се данас, келвлар може пронаћи у панцир кошуљама и шлемовима, али и одевним предметима за свакодневну употребу. 